# Karl Grob
Karl Grob (Küsnacht, 30 maggio 1946 – Zurigo, 20 aprile 2019) è stato un calciatore svizzero.

## Carriera
Ha disputato 513 partite con la maglia dello Zurigo, vincendo 5 titoli di campione svizzero e 4 coppe nazionali.

## Palmarès

### Club
- Campionato svizzero: 5

Zurigo: 1967-1968, 1973-1974, 1974-1975, 1975-1976, 1980-1981
- Coppa Svizzera: 4

Zurigo: 1969-1970, 1971-1972, 1972-1973, 1975-1976